# Курист, Людвиг Иванович
Людвиг Иванович Курист (16 июля 1905, Санкт-Петербург — 3 октября 1995, Киев) — советский офицер, участник советско-финляндской и Великой Отечественной войны, Герой Советского Союза (1945). В годы войны — командир 52-й гвардейской Фастовской ордена Ленина дважды Краснознамённой, орденов Суворова и Богдана Хмельницкого танковой бригады (6-го гвардейского танкового корпуса, 3-й гвардейской танковой армии), гвардии полковник.

## Биография
Людвиг Курист родился 16 июля 1905 года в рабочей семье на Выборгской стороне города Санкт-Петербурга. По национальности — эстонец.
Весной 1918 года семья Куриста, из-за голода и безработицы, выехала в Зауралье и поселилась в селе Мишкино (ныне посёлок — административный центр Мишкинского муниципального округа Курганской области). Иоганн (Иван) Курист стал работать мастером в столярно-слесарных мастерских. Там 13-летний Людвиг стал работать подручным столяра, помогая отцу.
После отступления колчаковцев и белочехов из Зауралья Людвиг Курист одним из первых вступил в Мишкинскую комсомольскую организацию, созданную политотделом 5-й армии. 
В июле 1920 года командирован в город Екатеринбург на месячные военно–продовольственные курсы. Окончив их, в течение семи месяцев продармеец Л.И. Курист служил 80-м военно-продовольственном отряде, участвовал в заготовках хлеба.
20 августа 1921 года был избран ответственным секретарем Мишкинский волостной комсомольской организации.
В 1922 году по комсомольской путевке Л. И. Курист поступил во 2-ю кавалерийскую Борисоглебско-Петроградскую командную школу, после окончания которой 3 года служил командиром взвода в кавалерийском корпусе Червонного казачества. После чего окончил Ленинградские бронетанковые курсы.
С 1922 года член РКП(б), с 1925 года партия переименована в ВКП(б), c 1952 года партия переименована в КПСС.
Участник советско-финляндской войны 1939—1940 годов в должности командира танковой роты на Карельском перешейке. За взятие укреплённого района награждён орденом Красного Знамени.
В годы Великой Отечественной войны участвовал в обороне Ленинграда в 1941 году. С 20 сентября 1941 года по апрель 1942 года — начальник автобронетанкового отдела 23-й армии.
С 16 августа 1942 года по 15 апреля 1943 года в должности командира 30-й танковой бригады 12-го танкового корпуса 3-й танковой армии воевал на Воронежском фронте. В ходе Острогожско-Россошанской операции бригада подполковника Л. И. Куриста 16 января 1943 года, в числе других соединений, освободила город Россошь Воронежской области, за что приказом Верховного Главнокомандующего от 25 января 1943 года ей была объявлена благодарность.
С 19 по 26 августа 1944 года подполковник Л. И. Курист участвовал в боях за овладение городом Бауска (66 км к югу от Риги). Как красноармеец обеспечил боепитанием оба орудия взвода ПТО 15-го отдельного Штурмового стрелкового батальона 43-й армии, при этом показал личный пример самоотверженности. Награждён медалью «За отвагу».
С 30 сентября 1944 года и до конца войны Л. И. Курист командовал 52-й гвардейской танковой бригадой 6-го гвардейского танкового корпуса 3-й гвардейской танковой армии, которая прошла с боями Украину, Польшу, Германию, Чехословакию. Многократно 52-й гвардейской танковой бригаде объявлялись благодарности в приказах Верховного Главнокомандующего, а Москва салютовала её героям-танкистам артиллерийскими залпами. За штурм Берлина танковая бригада Л. И. Куриста, была награждена орденом Красного Знамени.
Указом Президиума Верховного Совета СССР от 31 мая 1945 года командиру 52-й танковой бригады полковнику Людвигу Ивановичу Куристу присвоено звание Героя Советского Союза с вручением ордена Ленина и медали «Золотая Звезда» (№ 7847).
Участник Парада Победы 24 июня 1945 в Москве на Красной площади. С 1948 года в запасе. Жил в Ленинграде. Проводил работу по патриотическому воспитанию воинов и подрастающей молодёжи.
С 1971 года проживал в городе Киеве.
Людвиг Иванович Курист умер 3 октября 1995 года. Похоронен на Берковецком кладбище города Киева Киевской области Украины.

## Сочинения
- Курист Л. И. Атакуют танкисты / Лит. запись Е. М. Пятигорской. — Киев: Политиздат Украины, 1977. — 191 с. — 75 000 экз.[3]
- Курист Л. И. Атакуют танкисты / Лит. запись Е. М. Пятигорской. — 2-е изд., доп. — Киев: Политиздат Украины, 1981. — 200 с. — 165 000 экз.[4]

## Награды и звания
- Герой Советского Союза, 31 мая 1945 года[5][6]
  - Орден Ленина
  - Медаль «Золотая Звезда» № 7847
- Орден Ленина, 6 ноября 1947 года[7][8]
- Орден Красного Знамени, трижды: 21 марта 1940 года (за войну с белофиннами), 3 ноября 1944 года[9] [8], 21 января 1945[10]
- Орден Отечественной войны I степени, 6 апреля 1985 года[11]
- медали, в том числе:
  - Медаль «За отвагу», 2 сентября 1944 года[12]
  - Медаль «За оборону Ленинграда», 5 сентября 1944 года[13][14][15]
  - Медаль «За победу над Германией в Великой Отечественной войне 1941—1945 гг.»
  - Медаль «За взятие Берлина»
  - Медаль «За освобождение Праги»
  - Медаль «Ветеран Вооружённых Сил СССР»
- Звание «Почётный гражданин Мишкинского района»[16][17]
- иностранные награды.
  - Чехословацкий Военный крест
  - Орден Virtuti militari, Польша
  - Медаль «Победы и Свободы», Польша
  - Медаль «За Одру, Нису и Балтику», Польша

## Память
- Мемориальная доска, установлена в МКОУ «Мишкинская средняя общеобразовательная школа» 1 сентября 2015 года, Курганская область, Мишкинский муниципальный округ, пгт Мишкино, ул. Победы, 4 — 55°20′28″ с. ш. 63°54′17″ в. д.HGЯO[18].